# Ирландци
Ирландците (на ирландски: Muintir na hÉireann, na hÉireannaigh, na Gaeil) са западноевропейски етнос, съставна част на европеидната раса.
Общата численост на ирландците по света е около 90 000 000 души, като те са основно население на Република Ирландия и Северна Ирландия (Обединено кралство). Големи ирландски диаспори има в страните от британската общност на нациите и в Северна Америка.

## История
Историците не могат да определят кои са били първите заселници на остров Ирландия, които са формирали ирландския етнос. Те смятат, че островът е бил заселен преди 9000 години. Античните автори не са оставили достатъчно сведения за Изумрудените острови, знае се само че тези земи в началото на новата ера са били заети от келтите. Ирландската средновековна литература съдържа голямо количество митични и легендарни сведения за различните вълни на имигранти заселени на остров Ирландия: фомори, фир болг, и т.н. Според митологията, последната вълна на новодошлите – Синовете на Миля, водена от Миля от Иберийския полуостров. Тази митология и генетичните изследвания съвпадат с произхода на ирландците и баските, и двата етноса имат най-голям дял от хаплогрупа R1b.

### Ранна история
В началния период от историята, цялата територия на остров Ирландия е разделена на независими туати, области обитавани от едно племе. Туат съответства със съвременното баронство (в Ирландия има неформална административно деление, баронството е част графство и обединява няколко енории. По правило, всяко графство включва по 10 – 15 баронства). Лидерите на клановете са вързани заедно в сложна система от васални отношения. В началото на Средновековна Ирландия, туати са обединени в пет „пятин“ начело с върховен крал „ардриагом“: Лагин (днес: Ленстър – кралска династия МакМурроу / Мърфи), Муман (днес: Мънстър – кралска династия О'Брайън), Улад (днес: Ълстър – кралска династия), Мит (днес графство Мит и Вестмит с околните територии, кралската династия МакЛафлинов) и Конахт (кралска династия на О'Конър).
През 4-ти и 5 век много ирландци стават пирати, и често нападат Уелс. Кралство Далриада успява да покори пикти и стратклайдските брити, което бележи началото на заселването на ирландските племена шотландците скоти в днешна Шотландия, начална точка на формирането на шотландците.
През 5 век ирландците приемат християнството, сред тях този процес протича мирно. Свещеническа каста на друидите, след многобройните поражения от римляните, келтите на континента и в Британия губят доверието на хората. Ирландците са една от малкото култури, при която езическото наследство не е било отхвърлено, а внимателно събрано в християнските манастири, където днес се съхраняват древните митове и предания келтите.
Златните години на културния и икономическия живот на Ирландия е прекъснат от нашествията на викингите в 9-и-11 век. Викингите постепенно завладяват крайбрежните градове, след Битката при Клонтарфом през 1014 година, започват да губят. Тази победа постига крал Брайън Бору, от рода О'Брайън, който загива в тази битка.
През 1169 започват норманските нашествия в Ирландия. Експедицията на Ричард Стронгбоу пристига по искане на краля на Ленстър Дермот МакМурроу, след което върховния крал Рори О `Конър заминава в изгнание близо до Уексфорд. През следващите няколко века, норманите стават повече ирландци от самите ирландци, усвояват книжовно ирландската култура и се сливат с местното население на острова.
Въпреки че официално Ирландия е част от Кралство Англия от времето на Хенри II, активната колонизация на ирландската земя започва след завладяването на Ирландия от Оливър Кромуел през 1649 година. В английската колонизация собствениците на земи около острова стават британски наемодатели (който обикновено дори не живеят в Ирландия) и ирландски католици, които са станали онеправдани наематели. Ирландският език започва да е преследван и заменян с английски думи, а келтската култура унищожавана.

## Ирландски фамилии
Мнозинството от ирландците носят имена, наследници на древните родови наименования, които идват от келтски имена на клановете. Обикновено при ирландците фамилните имена започват с „О'“ и „Мак“. В превод „О'“ произлиза от келтското Ó (внук, потомък), а „Мак“ в превод означава син.